# Brynjar Hoff
Brynjar Hoff (* 30. Oktober 1940) ist ein norwegischer Oboist.

## Leben
Hoff begann im Alter von zehn Jahren Oboe zu spielen und wurde fünfzehnjährig Erster Oboist beim Trondheim Symphony Orchestra. Daneben arbeitete er solistisch mit dem Trondheim Chamber Orchestra, mit dem er auch Rundfunkauftritte hatte.
Als 1958 die Norwegische Oper unter Kirsten Flagstad gegründet wurde, wurde Hoff als Erster Solooboist des Opernorchesters engagiert. Im gleichen Jahr debütierte er mit dem Philharmonischen Orchester Oslo mit einer Aufführung eines Oboenkonzertes von Tomaso Albinoni.
1959 gründete Hoff das Oslo Wind Quintet, mit dem er in den Folgejahren in eigenen Rundfunksendungen und Kammermusikprogrammen auftrat. Daneben arbeitete er als Solist mit dem Oslo Philharmonic, dem Oslo City Orchestra und dem Norwegian Radio Orchestra. 1971 gründete er ein weiteres Bläserensemble, die Oslo Wind Soloists.
1980 gab Hoff sechzehn Konzerte in den USA, u. a. mit Camilla Wicks und dem San Francisco Chamber Orchestra; außerdem wirkte er bei Rainer Brüninghaus’ Album Freigeweht mit. Im Folgejahr nahm er mit dem London Philharmonic Orchestra unter Per Dreier vier norwegische Oboenkonzerte auf. 1982 trat er erstmals in der Wigmore Hall auf. Es folgten Tourneen durch Spanien, England, Russland und die USA, wo er 1986 in der Carnegie Hall debütierte.
Im Laufe seiner musikalischen Laufbahn spielte Hoff praktisch die gesamte klassische Oboenliteratur, darunter die Konzerte von Albinoni, Mozart, Haydn, Vaughan Williams, Scarlatti, Marcello und Nystedt. Zudem spielte er zahlreiche Uraufführungen zeitgenössischer Kompositionen wie etwa des Oboenkonzertes von Trygve Madsen mit dem Oslo Philharmonic Orchestra unter Mariss Jansons und von Werken Egil Monn-Iversens und Antonio Bibalos. Insgesamt wurden mehr als sechzig Werke für ihn komponiert. Als Solist nahm Hoff etwa dreißig Alben auf. Auch als Jazzmusiker hat er sich einen Namen gemacht (z. B. Rainer Brüninghaus Frei geweht, 1980, aber auch Zusammenarbeit mit Silje Nergaard oder Pål Thowsen).
1999 wurde Hoff mit dem Königlichen Verdienstorden in Gold für sein Lebenswerk ausgezeichnet.